# Parti européen d'Ukraine
Le Parti européen d'Ukraine (EPU) est un parti politique ukrainien, membre de l’Alliance des libéraux et des démocrates pour l'Europe, fondé en 2006 et dirigé par Mykola Kateryntchouk depuis 2007.

## Résultats électoraux

### Élections locales
| Année | %    | Élus       | Rang |
| ----- | ---- | ---------- | ---- |
| 2020  | 0,09 | 39 / 42501 | 39e  |